# 巴爾幹鱒
巴爾幹鱒，為輻鰭魚綱鮭形目鮭科的一種，為溫帶淡水魚，分佈於歐洲蒙特內哥羅Moraca及波士尼亞Neretva流域，體長可達26公分，棲息在水質清澈的溪流底中層水域，繁殖期在春季，生活習性不明。